# Igrzyska Ameryki Środkowej i Karaibów 1954
Igrzyska Ameryki Środkowej i Karaibów 1954 – siódme igrzyska Ameryki Środkowej i Karaibów, multidyscyplinarne zawody sportowe dla krajów znajdujących się w Ameryce Środkowej i na Karaibach, które odbyły się w mieście Meksyk w dniach 5–20 marca 1954 roku.

## Informacje ogólne
Zawody pierwotnie miały odbyć się w Panamie, lecz kraj ten w 1952 roku zrezygnował z prawa do ich organizacji. Dwanaście uczestniczących krajów wystawiło o 69 sportowców mniej niż cztery lata wcześniej – łącznie wzięło w nich udział 1158 zawodników i 163 zawodniczki. Sportowcy ponownie rywalizowali w 19 dyscyplinach (bowiem rywalizacja w wioślarstwie nie odbyła się), jednak liczba konkurencji zwiększyła się do 122.
Po raz pierwszy wprowadzono w lekkiej atletyce elektroniczny pomiar czasu i fotofinisz.

## Dyscypliny
- Baseball  (szczegóły)
- Boks  (szczegóły)
- Gimnastyka sportowa  (szczegóły)
- Golf  (szczegóły)
- Jeździectwo  (szczegóły)
- Kolarstwo torowe  (szczegóły)
- Koszykówka  (szczegóły)
- Kręgle  (szczegóły)
- Lekkoatletyka  (szczegóły)
- Piłka nożna  (szczegóły)
- Piłka wodna  (szczegóły)
- Pływanie  (szczegóły)
- Podnoszenie ciężarów  (szczegóły)
- Siatkówka (halowa)  (szczegóły)
- Skoki do wody  (szczegóły)
- Strzelectwo  (szczegóły)
- Szermierka  (szczegóły)
- Tenis ziemny  (szczegóły)
- Zapasy  (szczegóły)

## Tabela medalowa
Źródło.
| Lp. | Państwo             | Złoto | Srebro | Brąz | Razem |
| --- | ------------------- | ----- | ------ | ---- | ----- |
| 1   | Meksyk              | 47    | 42     | 36   | 125   |
| 2   | Kuba                | 29    | 19     | 20   | 68    |
| 3   | Wenezuela           | 14    | 18     | 21   | 53    |
| 4   | Kolumbia            | 8     | 6      | 9    | 23    |
| 5   | Panama              | 7     | 7      | 8    | 22    |
| 6   | Portoryko           | 6     | 9      | 9    | 24    |
| 7   | Jamajka             | 5     | 10     | 4    | 19    |
| 8   | Gwatemala           | 3     | 8      | 11   | 22    |
| 9   | Salwador            | 2     | 1      | 2    | 5     |
| 10  | Antyle Holenderskie | 1     | 1      | 0    | 2     |
| 11  | Dominikana          | 0     | 1      | 1    | 2     |